# Valle (Croazia)
Valle d'Istria (in croato Bale; fino al 1945 Valle d'Istria; in veneto Vale) è un comune di 1 129 abitanti dell'Istria meridionale.

## Geografia fisica
Situato nell'Istria meridionale, sorge su di un piccolo colle sovrastante la strada statale, già antica via consolare romana, tra Rovigno e Dignano.

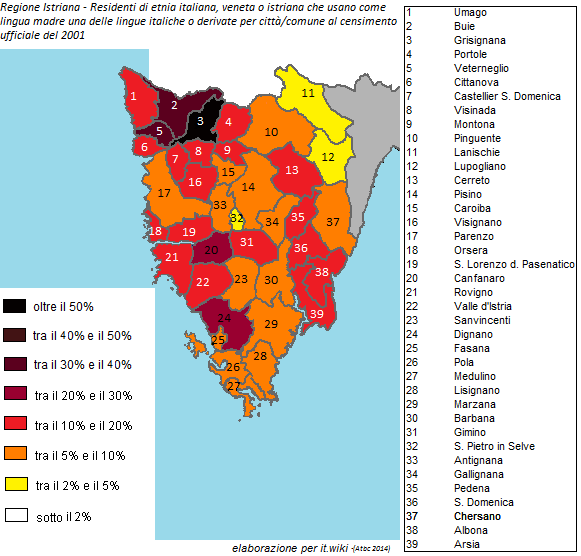

## Storia
Vi erano nuclei abitativi sul territorio di Valle già nel periodo preromanico quando, su queste colline, si trovavano i castellieri dei Histri. Successivamente, nei secoli dell'Impero romano, la fortificazione o castrum dell'attuale Valle costruita da Caius Pulcrus serviva a difesa delle vie del commercio del sale tra Pola e l'interno dell'Istria. L'antico castrum romano fu fortificato nel Medioevo: prese il nome di Castrum Vallis ovvero Valle nell'anno 965 d.C.
Valle d'Istria era uno dei principali centri di istrioto e fece parte della Repubblica di Venezia fino al 1797. Vi nacque e visse il santo Giuliano da Valle nel Trecento. Oggi è un paese di poco più di mille anime a 145 m s.l.m., il cui centro storico è circondato da vallate (doline carsiche) e lussureggianti colline oggetto di notevole turismo.

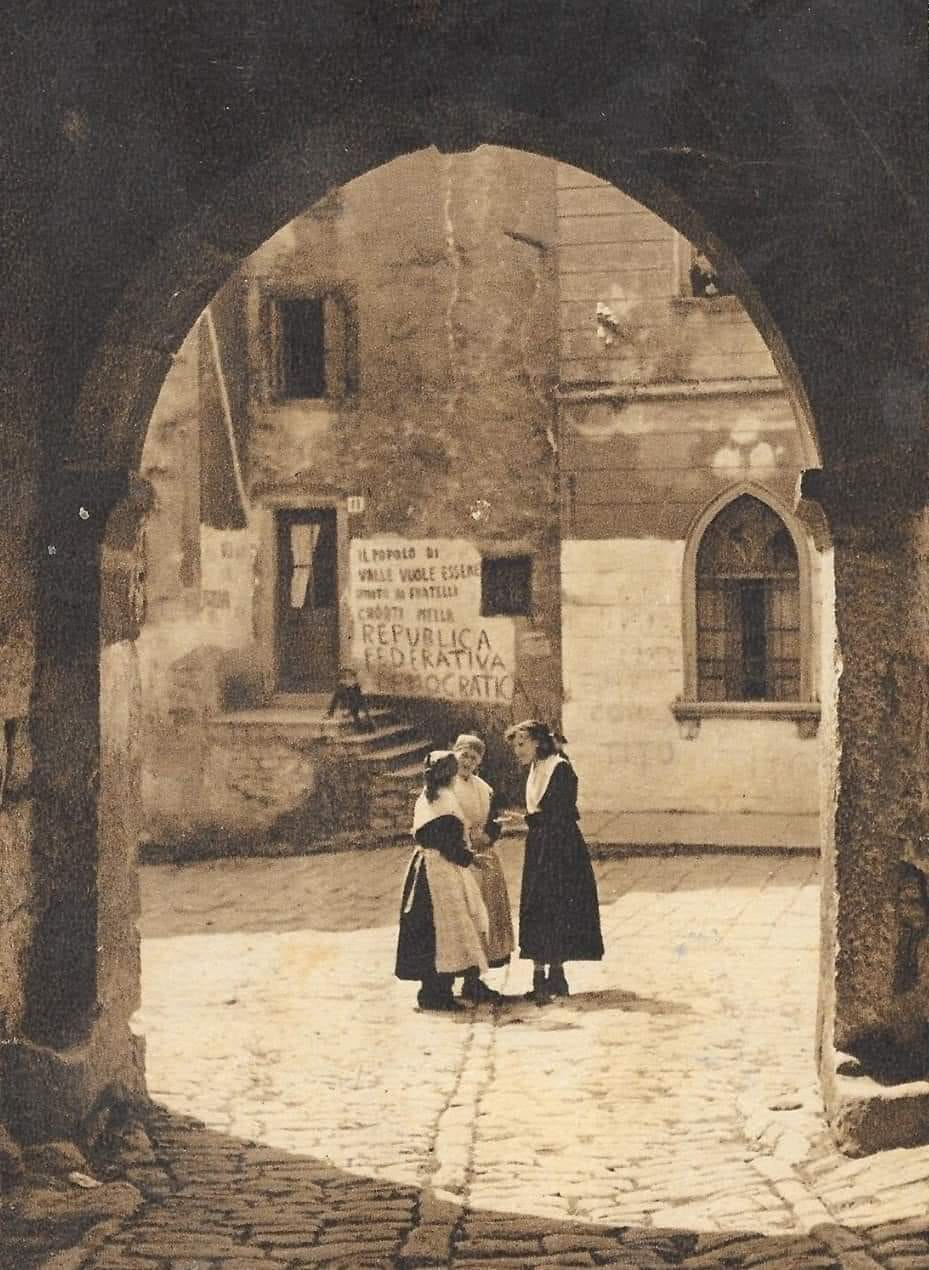
Scritte in favore dell'annessione alla Jugoslavia a Valle d'Istria nel 1946 l'anno prima dell'annessione alla Jugoslavia con il Trattato di Parigi il 15 settembre 1947.

## Monumenti e luoghi d'interesse
Vi sono alcuni monumenti e luoghi d'interesse a Valle, l'antico Castrum Vallis romano. I principali sono: 
- Palazzo-castello Bembo
- Palazzo Comunale del XIV secolo
- Chiesa parrocchiale della Visitazione di Maria Vergine a Sant'Elisabetta[3]
- Chiesa del Santo Spirito
- Chiesa di Santa Maria Grande (Madonna Grande o Madonna Alta), ricostruita nel 1789 sul complesso dell'antico monastero benedettino del VIII secolo[4].
- Chiesa di San Michele (sulla collina di S. Michele), ricostruita nel 1855 sui resti dell'antica abbazia benedettina di San Michele, sorta fra il VII e VIII secolo[5].

### Chiesa del Santo Spirito
La chiesa del Santo Spirito fu costruita nel XV secolo. Al suo interno sono presenti vari affreschi di Alberto di Costanza.

## Società

### Evoluzione demografica
| Evoluzione demografica | Evoluzione demografica | Evoluzione demografica | Evoluzione demografica | Evoluzione demografica | Evoluzione demografica | Evoluzione demografica | Evoluzione demografica | Evoluzione demografica | Evoluzione demografica | Evoluzione demografica | Evoluzione demografica | Evoluzione demografica | Evoluzione demografica | Evoluzione demografica | Evoluzione demografica |
| ---------------------- | ---------------------- | ---------------------- | ---------------------- | ---------------------- | ---------------------- | ---------------------- | ---------------------- | ---------------------- | ---------------------- | ---------------------- | ---------------------- | ---------------------- | ---------------------- | ---------------------- | ---------------------- |
| 1857                   | 1869                   | 1880                   | 1890                   | 1900                   | 1910                   | 1921                   | 1931                   | 1948                   | 1953                   | 1961                   | 1971                   | 1981                   | 1991                   | 2001                   | 2011                   |
| 1700                   | 1729                   | 1547                   | 1704                   | 1784                   | 2215                   | 2088                   | 2120                   | 1496                   | 1012                   | 797                    | 792                    | 787                    | 885                    | 886                    | 941                    |

### Etnie e minoranze straniere
Secondo il censimento del 2001 i principali gruppi etnici sono: croati il 48,71%, italiani il 45,46%, serbi l'1,15% mentre il restante 4,68% sono di altre etnie (ungheresi, sloveni, albanesi, tedeschi ecc.).

### La presenza autoctona di italiani
È presente una comunità di italiani autoctoni che rappresentano una minoranza residuale di quelle popolazioni italofone che abitarono per secoli la penisola dell'Istria e le coste e le isole del Quarnaro e della Dalmazia, territori che appartennero alla Repubblica di Venezia. La presenza degli italiani a Valle è drasticamente diminuita in seguito all'esodo giuliano dalmata, che avvenne dopo la seconda guerra mondiale e che fu anche cagionato dai "massacri delle foibe".
La popolazione nel Comune, fino al secondo dopoguerra, era sempre stata in larghissima parte di lingua italiana. Dopo il conflitto la maggioranza degli abitanti scelse la via dell'esodo. Valle inoltre, era e rimane tuttora, pur se con crescenti difficoltà, uno dei sei centri istriani che hanno conservato fino ai nostri giorni il peculiare ed autoctono lingua istriota. Oggi gli italiani sono la consistente minoranza di un comune dallo statuto bilingue. La presenza italiana è confermata non solo dall'alta percentuale di abitanti che parlano la lingua, ma anche dalla caratteristica toponomastica del comune, che mantiene molti degli storici toponimi istro-veneti.

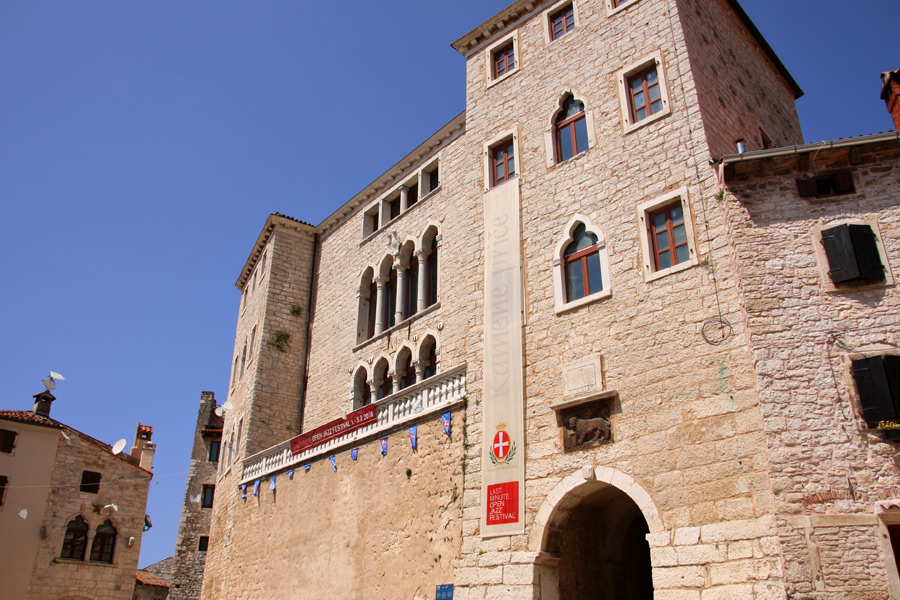
Castello-palazzo Bembo

A Valle è presente la Comunità degli Italiani di Valle, sodalizio ufficiale dell'Unione Italiana, con sede nello storico palazzo-castello dei Bembo.

### Lingue e dialetti
| %      | Ripartizione linguistica (gruppi principali) |
| ------ | -------------------------------------------- |
| 75,36% | madrelingua croata                           |
| 22,54% | madrelingua italiana                         |

| %      | Ripartizione linguistica (gruppi principali) |
| ------ | -------------------------------------------- |
| 1,95%  | madrelingua bosniaca                         |
| 76,57% | madrelingua croata                           |
| 19,43% | madrelingua italiana                         |

## Geografia antropica

### Località
Il comune di Valle d'Istria è diviso in 3 insediamenti (naselja). Tra parentesi il toponimo in croato.
- Valle o Valle d'Istria (Bale), sede comunale
- Carmedo (Krmed)
- Moncalvo (Golaš)

## Galleria d'immagini

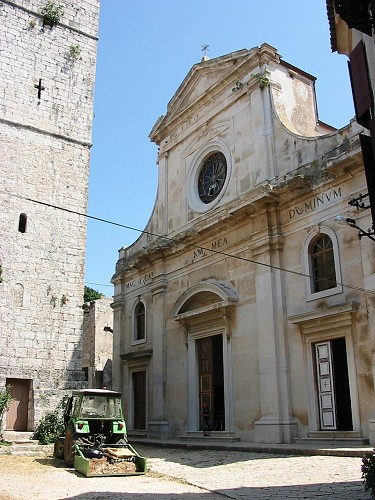
La chiesa di Valle dov'è conservato il corpo del beato Giuliano
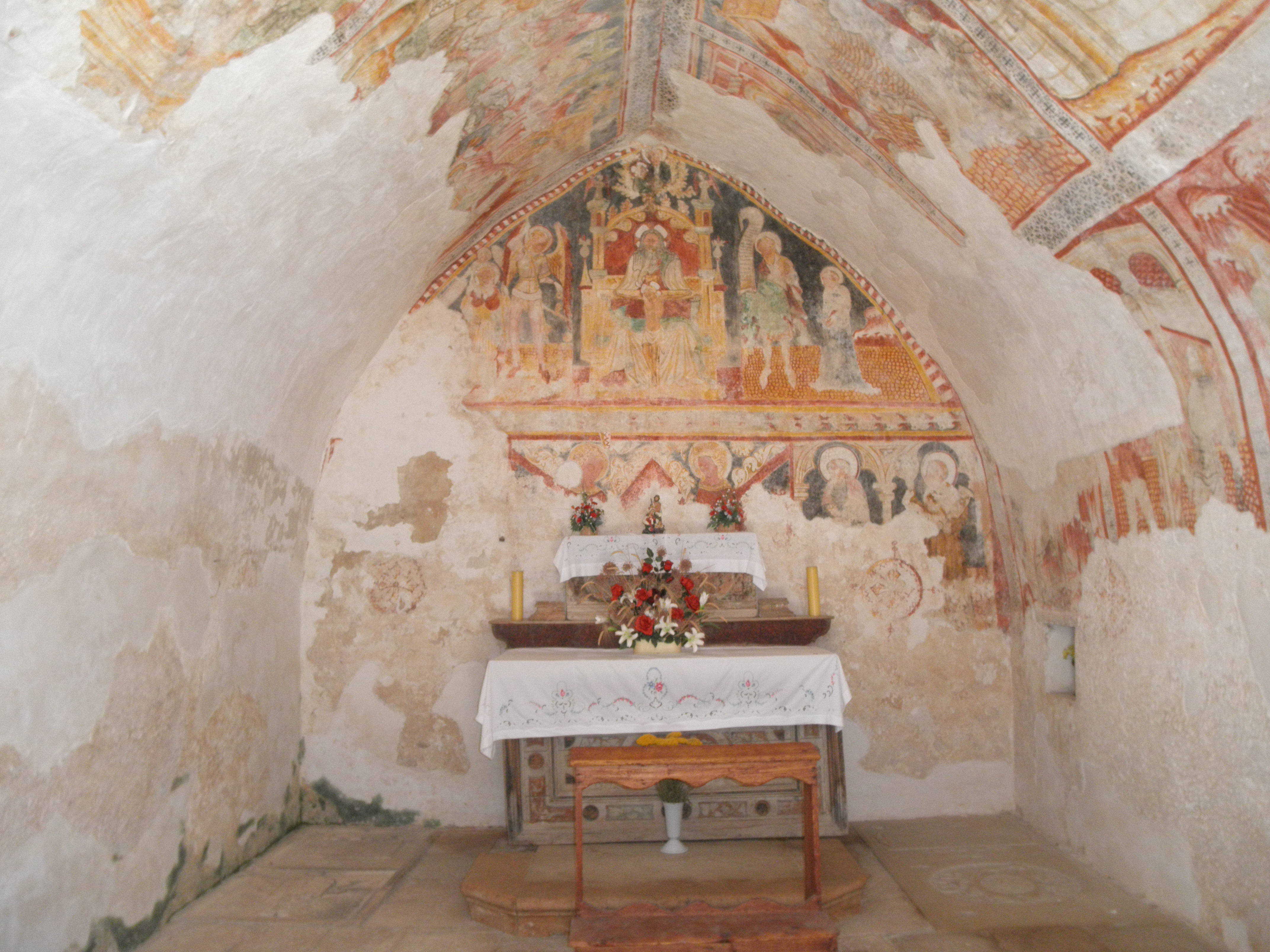
Interno della chiesa del Santo Spirito
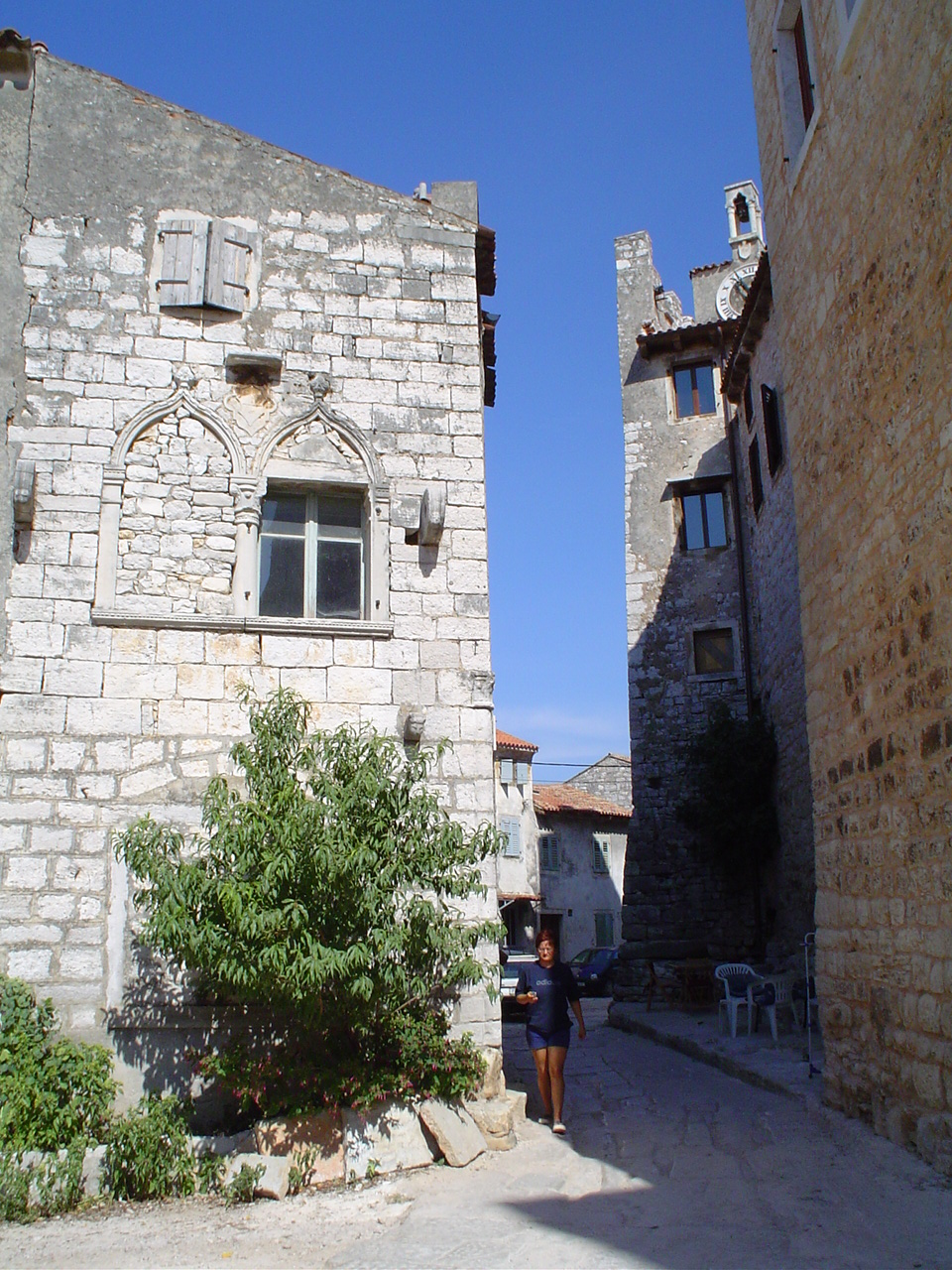
Vie cittadine